# Eriococcus mancus
Eriococcus mancus är en insektsart som först beskrevs av William Miles Maskell 1897.  Eriococcus mancus ingår i släktet Eriococcus och familjen filtsköldlöss. Inga underarter finns listade i Catalogue of Life.